# Dzsermuk
Dzsermuk, Jermuk (örmény nyelven: Ջերմուկ) hegyi fürdőváros és Dzsermuk városi közösségének központja Vajoc Dzor tartományban, Örményország déli részén, a tartomány fővárosától, Jehegnadzortól 53 km-re keletre. Az orvosi turizmus egyik népszerű célpontjának tartották a Szovjetunióban. 
Dzsermuk a forró forrásokról és ásványvizeiről ismert, amelyeket a városban palackoztak. Vonzó a friss levegő, vízesés, mesterséges tavak, sétálóutak, a környező erdők és ásványvízmedencéi miatt. A várost modern turisztikai és egészségügyi központtá, valamint nagy sakk-központtá építik át, számos sakkverseny zajlik a városban. A 2016. évi hivatalos becslés szerint Dzsermuk lakossága körülbelül 3400. A 2011. évi népszámláláskor azonban a város lakossága 5572 volt. A közeli Herher (706 lakos), Karmrashen (252) és Gndevaz (829) falvak szintén Dzsermuk település (közösség) részét képezik.

## Nevének eredete
A város neve a „jermuk” (ջերմուկ) vagy a „jermook” örmény szóból származik, a nyugat-örmény "chermoug" jelentése "meleg ásványforrás".

## Története
Dzsermukot történelmileg a Nagy-Örményország Syunik tartomány Vajots Dzor kantonjához tartozónak tekintik. A város nevét először  a 13. században Stepanos Orbelian történész Sisakan tartomány története című munkájában említette. Az ősi ciklopi erőd maradványai és a nyolcadik századi székesegyház romjai tanúsítják, hogy a Jermuk szökőkútjainak körzete már jóval a 13. század előtt fennállt. Jermuk körzetét a Szúnia-dinasztia uralta a 10. és a 13. század között, amikor Vajots Dzor a Syunik Királyság része volt. A Syunik fejedelmei gyógyítónak ítélték meg a Jermuki ásványvízforrásokat, és több medence is épült itt, miáltal a kisváros üdülési célponttá vált. A középkorban a selyemút áthaladt  Vajots Dzor térségén, különösen az az út, amely jelenleg Martuni városát köti össze Jehegnadzorral Jermuk északnyugati részén.
A 16. század elején Kelet-Örményország a szafavid perzsa uralom alá került. Jermuk területe az Erivan Beglarbégi, később az Erivan Kánátus részévé vált. A 16. és 17. század közötti időszakot Vajoc Dzor tartomány története legsötétebb időszakának tekintik. A régió gyakran vált csatatérré a török és iráni törzsek inváziós csapata között. Ennek eredményeként számos jelentős műemléket és virágzó falut elpusztítottak, és a lakossága elhagyta. 1747-ben Jermuk az újonnan alakult Nahicseván Kánátus részévé vált.
Az 1826–28-os orosz-perzsa háborút követően 1828-ban az Orosz Birodalom és Perzsia között aláírt Türkmenchay-szerződés eredményeként Kelet-Örményország számos területe - beleértve Vajots Dzort is - az Orosz Birodalom részévé vált. 1828-30-ban Salmas és Khoy iráni városokból sok örmény család telepedett le Kelet-Örményországban, különösen azokon a területeken, amelyek később 1840-ben az Eriván kormányzat részévé váltak. Az örmény telepesek első hulláma a Vajoc Dzor  régióba érkezett 1828–1829-ben. Az orosz uralom alatt Dzsermuk városa jelentős növekedést és fejlődést tanúsított. Az 1830-as években G. Voskoboynikov orosz geológus érkezett Örményországba, és feltárásokat kezdett Dzsermuk földrajzi tájain, valamint vizeinek tartalmáról és jellemzőiről. Dzsermukra vonatkozó megfigyeléseit 1831-ben, majd később 1855-ben a "Kaukázusi Calenda" magazinban, valamint a "Mountain Magazine" folyóiratban tették közzé.

## Nevezetességek
- Dzsermuk vízesés, mely a közeli hegyekben, 2080 m tengerszint feletti magasságban található. A 72 m magas Dzsermuk-vízesés az Arpa folyóba áramlik. A vízesés lányos hajra emlékeztet. Ezért a vízesés másik neve: sellő haja. A vízesésről egy legenda is fennmaradt, mely egy meredek sziklákon álló örmény nemesi kastély úrnőjéről szól, kinek egy átok során hosszú hajából lett a vízesés.
- Gyógyvízforrások
- Gndevank - egy 10. századi örmény kolostor az Arpa folyó partján. A kolostort 936-ban Szuniki Sophia hercegnő építtette, egy földrengés során megsérült kolostort 1965-ben és 1969-ben, és 2013-ban újították fel. A kolostor jól megőrzött templomát Szent István tiszteletére szentelték. A templom négy négyszögletű keresztirányú kupola formájában épült, kör alakú tamburkkal egy kupola fölött. A templomban négy oltár található. A templom fennmaradt falfestményei közül Jézus Krisztus Yeghishe képe az oltár falán található. Egy másik figyelemre méltó festmény a Mária Anya az északi mellékelt falon, amelyről azt mondják, hogy az örmény késő középkor remekműve. A  templomban az evangélisták faragott képei láthatók. A templomot körülvevő sírkövek érdekes faragványokkal rendelkeznek, például az ibex vadászata a sólyom mellett és egy vaddisznó vadászata. Khachkarok (keresztkövek) szintén itt láthatók.
- Vartan Mamikonian néven ismert szikla.

## Fordítás
Ez a szócikk részben vagy egészben  a   Jermuk című angol Wikipédia-szócikk ezen változatának fordításán alapul.  Az eredeti cikk szerkesztőit annak laptörténete sorolja fel. Ez a jelzés csupán a megfogalmazás eredetét és a szerzői jogokat jelzi, nem szolgál a cikkben szereplő információk forrásmegjelöléseként.